# Belle Harbor (Queens)
Belle Harbor est un petit quartier résidentiel de New York situé dans l'arrondissement du Queens au sud-ouest de Long Island, et dans la partie centrale de la péninsule de Rockaway qui sépare la baie de Jamaica de l'océan Atlantique.
C'est à Belle Harbor que, en 2001, s'est écrasé le vol American Airlines 587, tuant 265 personnes.

## Géographie
Belle Harbor est une enclave suburbaine de la péninsule de Rockaway, sur une étroite péninsule-barrière prise en sandwich entre l'océan Atlantique au sud et la baie de Jamaica au nord. Elle est également bordée par le quartier de Neponsit à l'ouest et Rockaway Park à l'est. Ses vastes plages de sable blanc attirent les habitants et les visiteurs. Faisant partie du système de parcs de la ville de New York, Rockaway Beach est ouverte au public. Les plages de Belle Harbor attirent de nombreux visiteurs à la journée pendant la semaine. Le stationnement dans les rues est interdit les week-ends et les jours fériés du 15 mai au 30 septembre. Les visiteurs doivent utiliser les bus, les vélos ou le service de ferry/navette pour accéder aux plages du quartier pendant ces périodes. Les pistes cyclables du Rockaway Beach Blvd. sont reliées aux promenades de Rockaway et de Riis Park et font partie de la piste cyclable Jamaica Bay Greenway.

### Population
D'après les données du recensement des États-Unis de 2010, la population de la zone combinée de Breezy Point/Belle Harbor/Rockaway Park/Broad Channel était de 28 018 habitants, soit une augmentation de 1 307 habitants (4,9 %) par rapport aux 26 711 habitants recensés en 2000. Couvrant une superficie de 823,08 hectares, les quatre quartiers avaient une densité de population de 8 800 habitants par hectare.
La composition raciale des quartiers était la suivante : 78,3 % (21 946) de Blancs, 7,5 % (2 095) d'Afro-américains, 0,1 % (29) d'Amérindiens, 2,1 % (595) d'Asiatiques, 0,0 % (8) d'insulaires du Pacifique, 0,2 % (66) d'autres races et 0,9 % (259) de personnes appartenant à deux races ou plus. Les Hispaniques ou Latinos de toutes races représentaient 10,8 % (3 020) de la population.

### Communauté
Belle Harbor se compose principalement de maisons individuelles et compte de nombreux habitants catholiques irlandais de troisième et quatrième génération. La communauté compte également des populations italo-américaines et juives américaines, et un grand nombre d'officiers de police et de pompiers de la ville de New York, en activité ou à la retraite, y résident.
Un centre commercial est situé sur la Beach 129th Street. Une zone commerciale plus importante, utilisée par certains résidents de Belle Harbor, est située sur la Beach 116th Street à Rockaway Park

## Histoire

### Développement
L'ouverture en 1880 d'un service de transport ferroviaire de passagers vers Rockaway Park depuis la gare de Long Island City (en) et depuis Flatbush Terminal (aujourd'hui l'Atlantic Terminal (en)) dans le centre de Brooklyn, via la branche de Rockaway Beach (en) de la Long Island Railroad, a facilité la croissance de la population sur la péninsule de Rockaway.
La création de Belle Harbor a commencé en 1900, lorsqu'un juge de l'État de New York a ordonné que les terrains situés à l'ouest de Rockaway Park soient mis aux enchères. La zone qui constitue Belle Harbor et la communauté voisine de Neponsit est achetée par Edward P. Hatch qui, après quelques années, la vend à la West Rockaway Land Company en 1907. Les lots résidentiels de Belle Harbor sont vendus aux enchères en 1915. Le président de la société, Frederick J. Lancaster, qui avait déjà développé le quartier d'Edgemere, donne officiellement son nom à la communauté.
Avant l'acquisition des terrains par Lancaster, un groupe d'hommes désireux de créer un club nautique conclut un accord de subvention avec la West Rockaway Land Company en 1905. Le groupe, qui s'était baptisé Belle Harbor Yacht Club, acheta un terrain à la société pour quatre mille dollars. L'accord comprenait deux cents pieds carrés de terrain et trente parcelles de terre ferme. La même année, le groupe reçoit le statut de société par actions de l'État de New York et, en 1908, commence à participer à ses premières courses océaniques interclubs avec d'autres clubs nautiques de la ville.
Les premières maisons de Belle Harbor sont construites vers 1910. Au cours des quatre décennies suivantes, des centaines de maisons individuelles ont été construites à Belle Harbor. Dans les années 1960 et 1970, le quartier est devenu un refuge pour les familles de la classe ouvrière et de la classe moyenne inférieure qui cherchaient à échapper à la congestion de Brooklyn et du Queens. De nombreux fonctionnaires, notamment des enseignants, des pompiers et des policiers, possédaient des maisons dans le quartier. Les bulles immobilières de la fin des années 1980 et du début des années 2000 ont apporté un mélange différent de résidents, mais de nombreux habitants de la troisième et de la quatrième génération restent dans le quartier.

### Désastres

#### Attentats du 11 septembre 2001

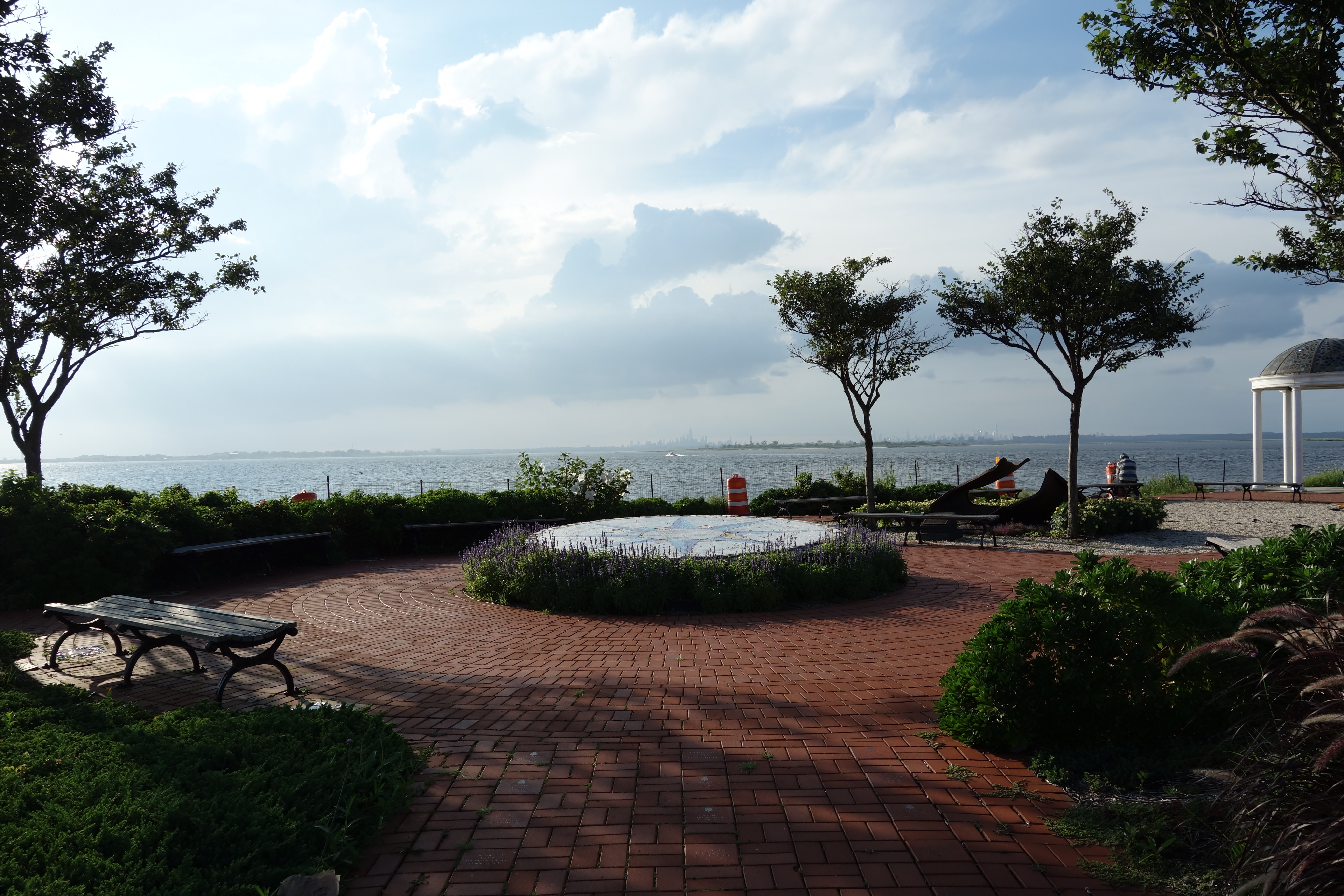
Le centre de Tribute Park en 2018.

Le quartier a subi de lourdes pertes lors des attentats du 11 septembre 2001. Parmi celles-ci, plusieurs membres du des Pompiers de New York (du pompier stagiaire au capitaine) et des personnes qui travaillaient au World Trade Center. Les noms des 343 pompiers tués au World Trade Center sont inscrits sur un monument situé dans le Tribute Park, à l'angle de Beach Channel Drive et de Beach 116 Street. Ce parc de 0,34 ha commémore les 75 résidents du quartier tués lors des attentats, ce qui, selon le maire de l'époque, Michael Bloomberg, est « plus que dans n'importe quel autre quartier de la ville »,.

#### Vol American Airlines 587
Le 12 novembre 2001, le vol 587 d'American Airlines, à destination de Saint-Domingue en République Dominicaine, s'est écrasé au centre de Belle Harbor, tuant les 260 passagers et membres d'équipage à bord, ainsi que cinq autres personnes au sol. Nombre des passagers étaient des Américains d'origine dominicaine résidant à Washington Heights. Après consultation des familles des communautés de Belle Harbor et de Washington Heights, un mémorial a été érigé sur la 116e Beach Street à Rockaway Park, un important quartier commerçant et centre de transport de la région. Bien qu'un mémorial temporaire ait été aménagé sur le site même de la catastrophe, sur Newport Avenue, de nombreuses personnes continuent de se rendre chaque année dans le quartier de Rockaway Park pour commémorer l'événement. En 2001, un habitant a déclaré au Guardian : « Il est impossible de comprendre à moins de vivre ici ». Le père Michael Geraghty, prêtre cité dans le même article, a déclaré qu'il était courant que les gens vivent dans les maisons de leurs parents et que de nombreuses familles vivaient dans les mêmes maisons depuis des générations.

#### Ouragan Sandy
Belle Harbor a encore été dévasté par l'ouragan Sandy, le 29 octobre 2012. L'onde de tempête venant de l'océan Atlantique a complètement inondé la péninsule, des vagues envahissant les rues et allant jusqu'à la baie de Jamaica. En outre, plus d'une douzaine de maisons et le restaurant Harbor Light ont été complètement détruits par le feu Le quartier s'est presque entièrement rétabli.